# Giovanni Paolo Pannini

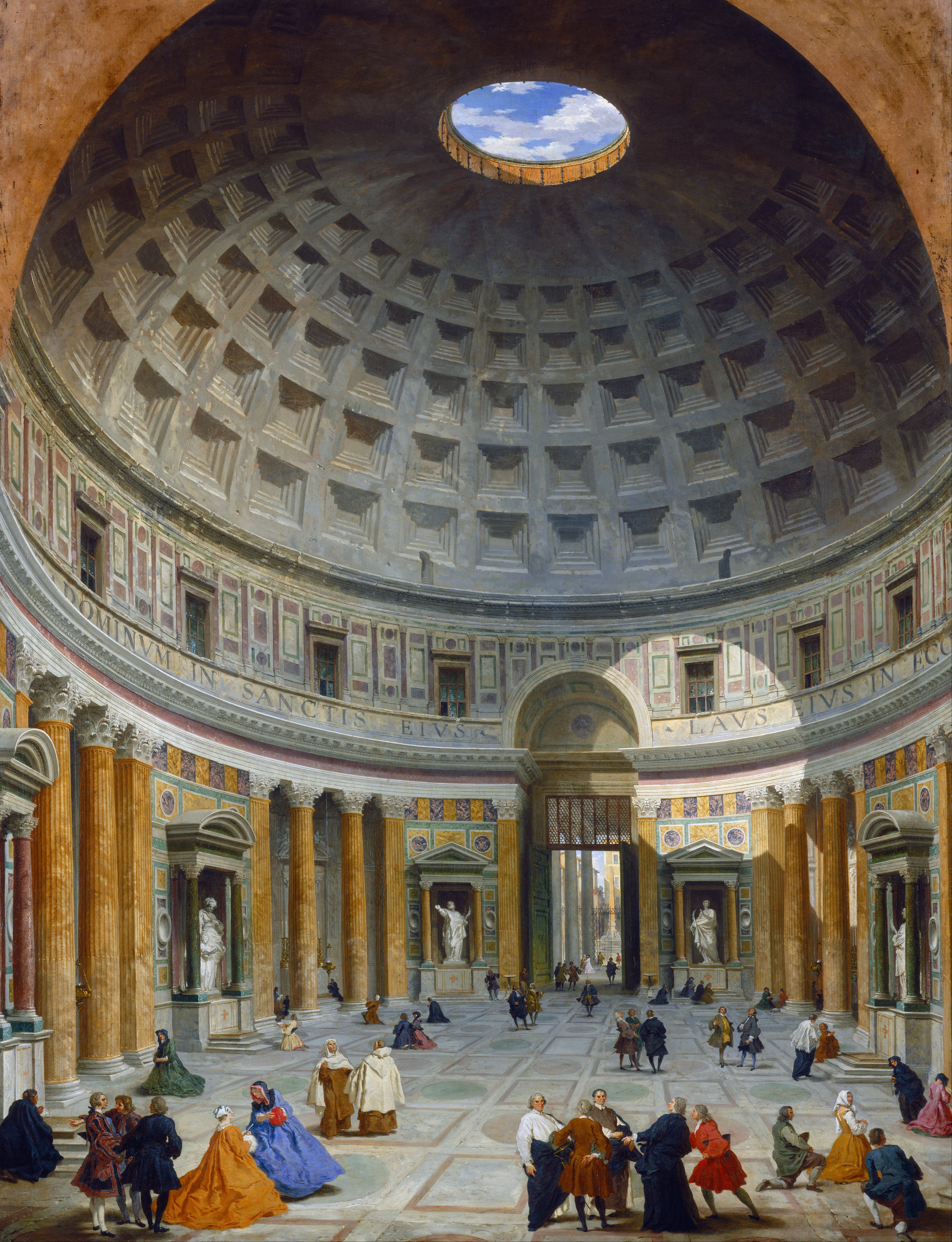
interiér římského Pantheonu

Giovanni Paolo Pannini (nebo také Panini) (17. června 1691, Piacenza – 21. října 1765, Řím) byl italský malíř a architekt.
Byl prvním malířem, který se specializoval na rozvaliny. Zacházel s nimi jako římský „vedute“ – zvláštní druh materiálu. Pracoval v Římě kolem roku 1717, ale nejčasnějším dochovaným dílem je zastaralý obraz z roku 1727 (Londýn, Wellington galerie); v roce 1729 byl zainteresován na slavnosti, pořádané kardinálem de Polignacem na počest narození Dauphina a tím začalo jeho dlouhodobé spojení s Francií a Francouzskou akademií v Římě. Obrazy z této slavnosti jsou v Louvru (1729) a Dublinu (1731). Jeho pohledy na moderní Řím právě tak jako jeho capriccia jsou založeny na dobrých znalostech rozvalin, ruin a trosek. Měl enormní popularitu mezi bohatými turisty a příklady jeho děl lze nalézt ve většině slavných galerií.
Piranesi, malíř a rytec jím byl ovlivněn více jako archeolog, malířsky pak v jeho stylu pokračovali Canaletto a jeho synovec Belotto.

## Fotogalerie

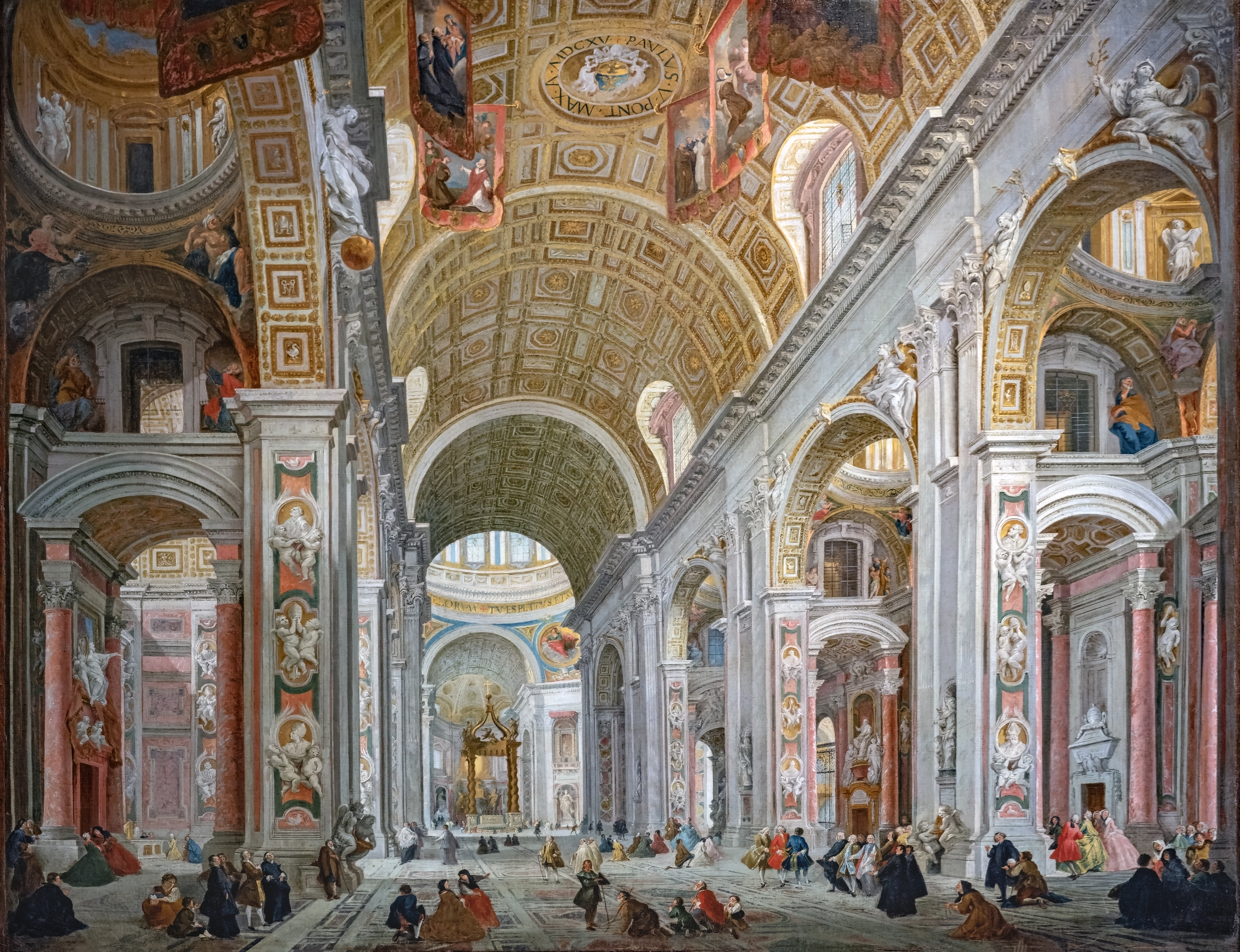
Bazilika Sv. Petra
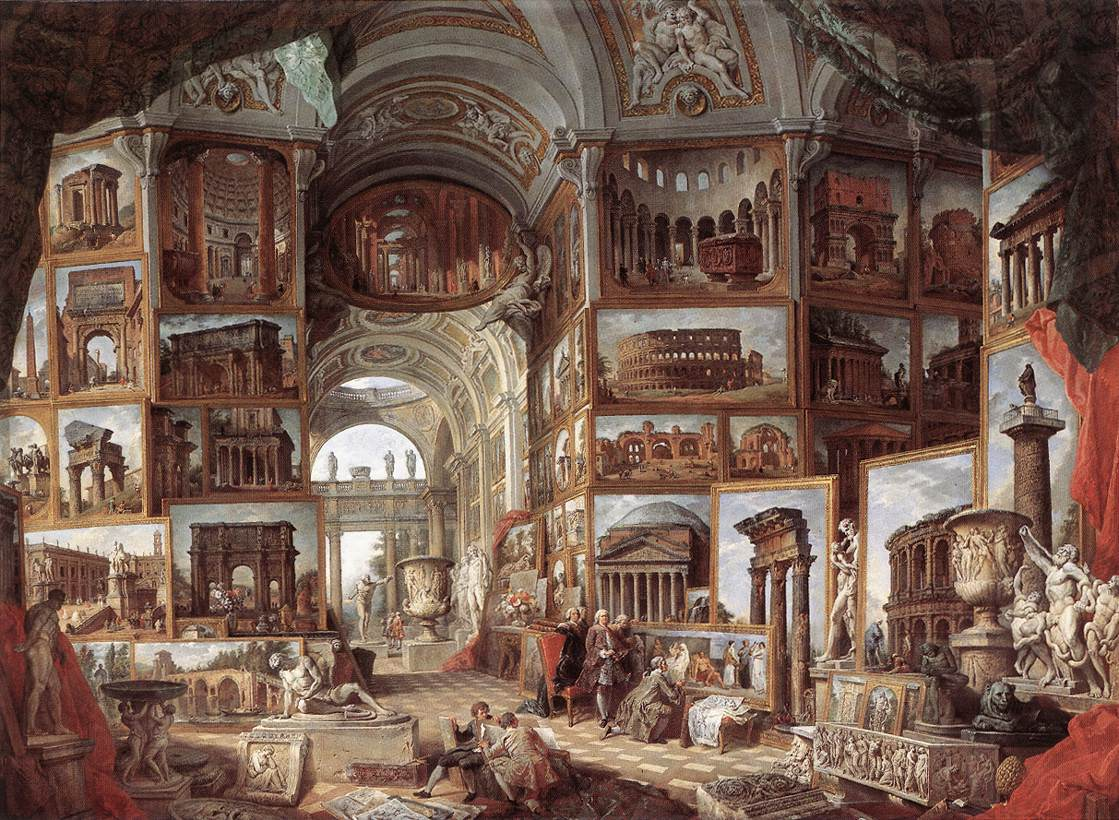
pohled na starý Řím (1758)
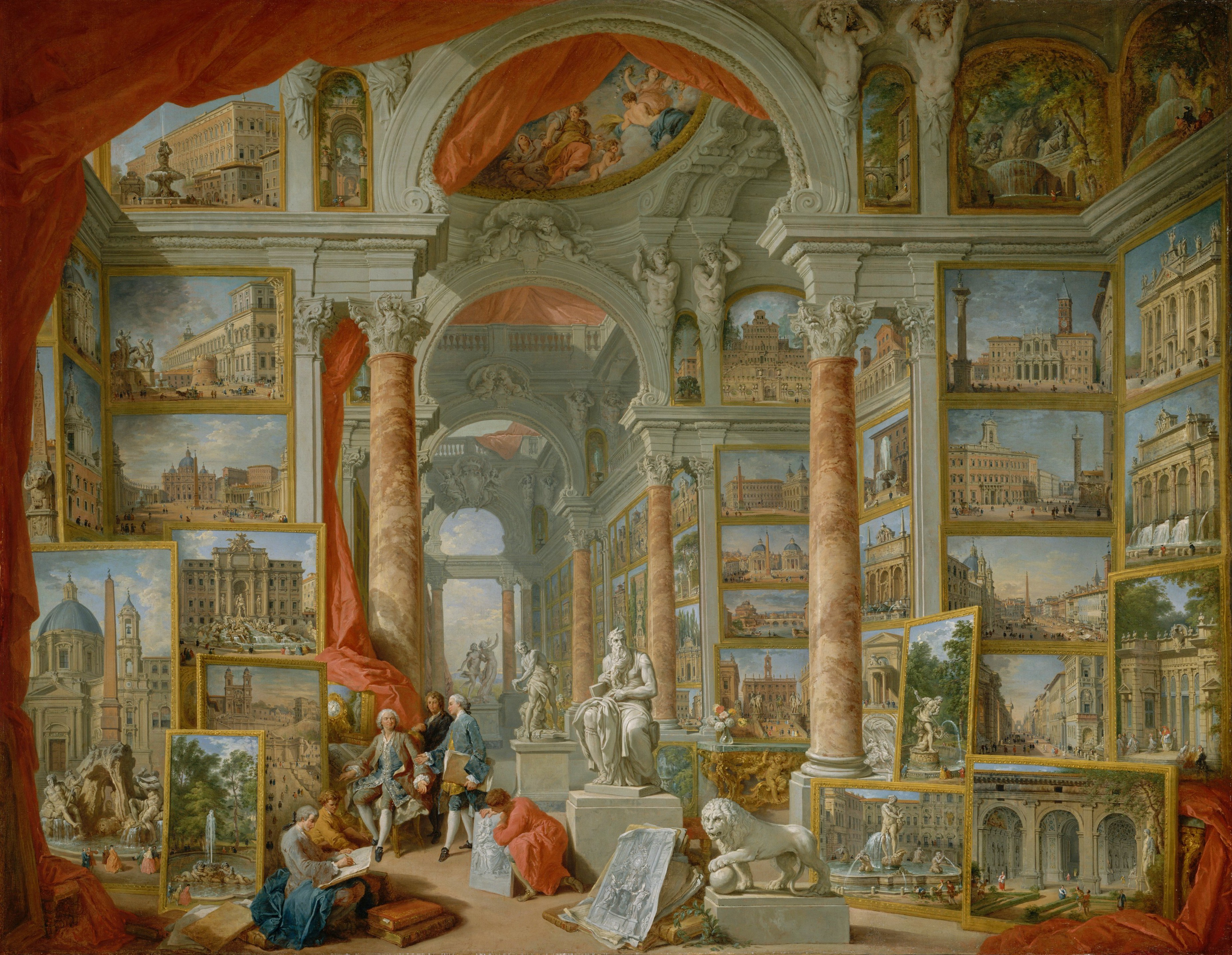
pohled na moderní Řím (1759)